# Nicalis
Nicalis是坐落于美国加利福尼亚圣安娜的电子游戏开发、发行商。公司主要开发独立游戏，同时也开发发行原创与移植游戏。公司由泰隆·罗德里格斯（原IGN编辑、GolinHarris/任天堂公关经理）建立于2007年。

## 游戏
公司自建立以来，开发与发行了数款游戏，最早的游戏分别是2008年的《舞蹈革命：莫比乌斯》和2010年的《洞窟物语》。2011年10月，Nicalis宣布，通过任天堂eShop发行《VVVVVV》的任天堂3DS移植版。2011年11月，Nicalis的《NightSky》和《洞窟物语+》收录于《Humble Indie Bundle 4》。2012年4月，Nicalis宣布，计划在欧美发行的《La-Mulana》因WiiWare用户群下滑而取消。

### 开发
- 1001 Spikes（Steam PC / OS X / Linux、PS4、PS Vita、3DS、and Wii U）与8-bit Fanatics合作
- Big Brother（手机）
- 洞窟物语（3DS、DSiWare、Wiiware）与天谷大辅合作
- 洞窟物语3D（3DS）与天谷大辅合作
- 洞窟物语+（Linux、Mac OS X、Windows）与天谷大辅合作
- Dance Dance Revolution（手机）
- Dance Dance Revolution: Mobius（Android）
- Grinsia（3DS、Windows）
- Guxt（3DS）
- Ikachan（3DS）与天谷大辅合作
- Legend of Raven（PS4、PS Vita、Xbox One）
- MLB Power Pros Baseball（Mobile）
- NightSky（3DS、iOS、Linux、Mac OS X、Windows）与Nifflas合作
- Rock Revolution（Mobile）
- Swift Switch（iOS）
- The Binding of Isaac: Rebirth（Mac OS X、PS4、Linux、PS Vita、Windows）与Edmund McMillen合作
- The Electric Company Wordball!（iOS）

### 发行
- 1001 Spikes（3DS、PS4、PS Vita、Wii U、Xbox One）
- Castle In The Darkness（Windows）
- Cave Story（3DS、DSiWare、Wiiware）
- Cave Story+（Linux、Mac OS X、Windows）
- Grinsia（3DS、Windows）
- Guxt（3DS）
- Ikachan（3DS）
- Legend of Raven（PS4、PS Vita、Xbox One）
- NightSky（3DS、iOS、Linux、Mac OS X、Windows）
- Swift Switch（iOS）
- The 90s Arcade Racer（Wii U、Windows）
- The Binding of Isaac: Rebirth（Mac OS X、PS4、Linux、PS Vita、Windows）
- Toribash（Linux、Mac OS X、WiiWare、Windows）
- VVVVVV（3DS）